# Nateglinidă
Nateglinida (cu denumirea comercială Starlix) este un medicament antidiabetic din clasa meglitinidelor, fiind utilizat în tratamentul diabetului zaharat de tipul 2. Calea de administrare disponibilă este cea orală.

## Mecanism de acțiune
Ca și celelalte meglitinide, nateglinida se leagă de canalele de K+ ATP-dependente (notate KATP) de la suprafața membranelor celulelor pancreatice beta. Cresc concentrația intracelulară de potasiu, ceea ce conduce la formarea de potențial electric membranar pozitiv. Depolarizarea duce la deschiderea canalelor de Ca2+ voltaj-dependente. Creșterea nivelelor intracelulare de calciu va duce la creșterea secreției celulare de insulină.